# Mordvinföld zászlaja

1995. március 30-án vált hivatalossá. Andrej Alekšin tervezte, nyilvánvalóan a Mari Köztársaság zászlajának hatására. A vörös a nemzeti hagyományokat, a fehér a finnugor származást, a világoskék Mordvinföld vizeit jelképezi. A három szín (vörös, fehér, kék) mordvinföldi általános vélekedés szerint az Oroszországban való elhelyezkedés szimbóluma is. A zászló hivatalos leírásában a vörös valójában barnásvörös, a képen látható színnél sötétebb, emlékeztet a kiömlő vér színére, magyarázata pedig az, hogy hagyományosan ilyen vörös volt a növényekkel festett mordvin viselet.
A zászló közepén található helyi szoláris jelkép a napot, az életet és a termékenységet jelképezi, a mordvin hímzések gyakori motívuma, de megtalálható más finnugor népeknél is. (V.ö.: Udmurtföld zászlaja) A napszimbólum ék alakú darabkái szimbolizálják a Mordvin Köztársaság négy őslakos nyelvét, az erzát, a moksát, a tatárt és az oroszt.
A Flagspot zászlóportál bemutat több olyan zászlót, melyek a kilencvenes években Mordóvia zászlajai voltak, illetve annak javasolták őket. Az első kettő a Mordvin ASzSzK zászlaja alapján készült, a három sáv az oroszokat, az erzákat és a moksákat jelképezi. A másik két tervről semmilyen konkrét információ nem áll rendelkezésre.